# Bandera de Jordània
La bandera nacional de Jordània (àrab: علم الأردن, ʿalam al-Urdun) està basada en el disseny de la bandera de la Rebel·lió Àrab enfront de l'Imperi Otomà que va tenir lloc durant la I Guerra Mundial.
La bandera consisteix en tres franges horitzontals de la mateixa grandària (negre, blanc i verd), unides amb un triangle vermell situat en la vora més pròxima al masteler. Els colors de les franges horitzontals simbolitzen el Califat dels Abbàssides, al Califat de la dinastia omeia i el Califat Fatimita.
El triangle vermell representa la dinastia haiximita que regna en el país i també va figurar en la bandera de la Rebel·lió Àrab. En l'interior del triangle vermell està situada una estrella blanca de set puntes que és l'única diferència que distingeix la bandera de Jordània de la qual va ser usada durant la rebel·lió. L'estrella té un doble significat: les set puntes simbolitzen els set versos de la primera sura de l'Alcorà i també és un element que fa al·lusió a la unitat dels pobles àrabs.

## Construcció i dimensions

Plantilla de construcció de la bandera.

### Colors
| Model de color | Vermell     | Blanc         | Verd        | Negre     |
| -------------- | ----------- | ------------- | ----------- | --------- |
| CMYK           | 0-92-82-19  | 0-0-0-0       | 100-0-50-52 | 0-0-0-100 |
| RGB            | 206, 17, 38 | 255, 255, 255 | 0, 122, 61  | 0, 0, 0   |
| HTML           | #CE1126     | #FFFFFF       | #007A3D     | #000000   |

## Banderes històriques

Tanúkhides o confederació Tanukh.
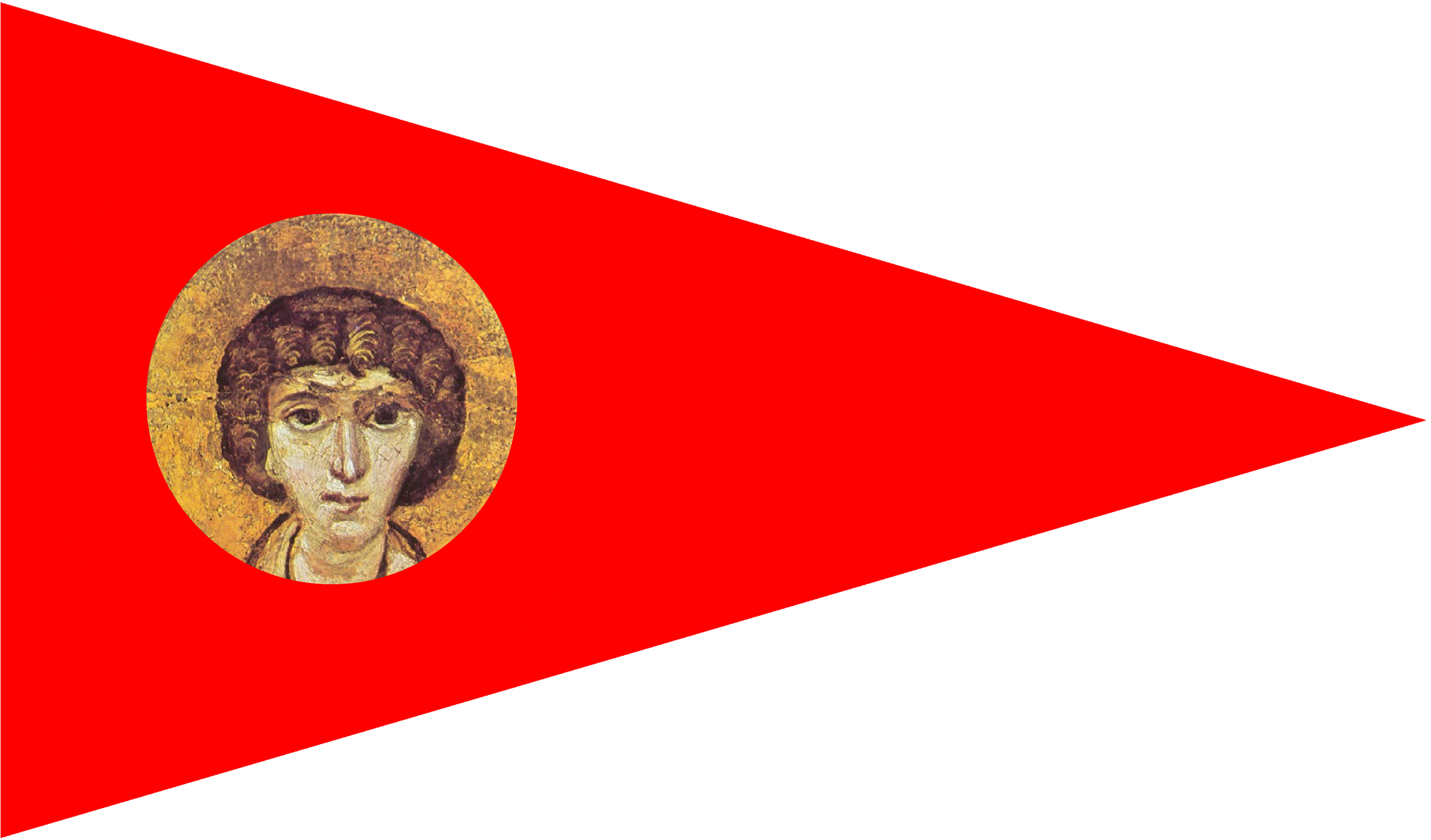
Estendard dels gassànides (220–638)
Administració Britànica, Francesa i Àrab (1918–1920)
Regne de Síria (1920)
Transjordània (1921–1928)
Transjordània (1928–1939)
Federació àrab d'Iraq i Jordània (1958)